# Campeaux (Calvados)
Campeaux is een plaats en voormalige gemeente in het Franse departement Calvados in de regio Normandië en telt 512 inwoners (31-12-2006).

## Geschiedenis
De gemeente viel onder het kanton Le Bény-Bocage tot dat op 22 maart 2015 werd opgegeven en alle gemeenten van het kanton werden opgenomen in het kanton Condé-sur-Noireau. Op 1 januari 2016 fuseerden de gemeenten van het gemeentelijke samenwerkingsverband communauté de communes de Bény-Bocage, dat overeenkwam met het opgeheven kanton, tot de huidige gemeente Souleuvre-en-Bocage. Deze gemeente maakt deel uit van het arrondissement Vire.

## Geografie
De oppervlakte van Campeaux bedraagt 8,4 km², de bevolkingsdichtheid is 61 inwoners per km².
Campaux is heuvelachtig met als hoogste punt 252 meter. De Vire stroomt door de plaats.
De onderstaande kaart toont de ligging van Campeaux (Calvados) met de belangrijkste infrastructuur en aangrenzende gemeenten.

## Demografie
Onderstaande figuur toont het verloop van het inwonertal (bron: INSEE-tellingen).
Vanwege een beveiligingsprobleem met de MediaWiki Graph-software is het momenteel niet mogelijk deze grafiek weer te geven. Zodra de software is bijgewerkt zal de grafiek vanzelf weer zichtbaar worden.
Beaulieu · Le Bény-Bocage · Bures-les-Monts · Campeaux · Carville · Étouvy · La Ferrière-au-Doyen · La Ferrière-Harang · La Graverie · Malloué · Montamy · Mont-Bertrand · Montchauvet · Le Reculey · Saint-Denis-Maisoncelles · Sainte-Marie-Laumont · Saint-Martin-des-Besaces · Saint-Martin-Don · Saint-Ouen-des-Besaces · Saint-Pierre-Tarentaine · Le Tourneur